# Evakuering
Evakuering betegner fjernelse af tropper eller civile fra et område, der fx trues af krig eller naturkatastrofer.
Ifølge finansloven kan Udenrigsministeriet i situationer, hvor det er nødvendigt at gennemføre evakuering af danskere, iværksætte evakueringen inden for en udgiftsramme på op til 15 mio. kr.[kilde mangler] Udgiften opkræves efterfølgende hos de evakuerede.[kilde mangler] Udenrigsministeriet kan endvidere i tilfælde af omfattende og akutte katastrofesituationer – efter Finansministeriets bemyndigelse – iværksætte de fornødne hjælpeforanstaltninger over for danskere, der er berørt af katastrofen.
Den mest omfattende evakuering af danskere efter 2. verdenskrig skete i forbindelse med Israels aktion mod Hizbollah i Libanon i juli 2006. I løbet af knap en uge blev mere end 5.000 danskere bragt ud af Libanon. Evakueringen skete dels med busser fra Beirut til Syrien og derfra med lufttransport til Danmark, dels med skibstransport til Cypern, hvorfra de evakuerede blev fløjet videre. Desuden blev under meget vanskelige vilkår gennemført buskonvojer fra byer i Sydlibanon til Beirut.
Ved Libanon-evakueringen blev det besluttet, at der ikke skulle ske nogen efterfølgende opkrævning af udgifterne fra de evakuerede.
 Denne artikel omhandler overvejende eller alene danske forhold. Hjælp gerne med at gøre artiklen mere almen.